# 218: خلف جدار الصمت (فلم)
218: خلف جدار الصمت- فيلم دراما إماراتي، إنتاج 2021م، من تأليف: رامي ياسين، ومن إخراج: نهلة الفهد. وهو أول عمل من صنع الجمهور على مستوى الوطن العربي ضمن مبادرة "التجربة الفنية الإماراتية".

## قصة الفيلم وأحداثه
218: خلف جدار الصمت دراما تشويقية إماراتية، تدور أحداث العمل حول ثلاث فتيات ومرورهن بثلاث تجارب منفصلة، لكنها تجارب متشابكة ومترابطة في الواقع، بين العنف الأسري والحنين إلى الماضي والسعي للانتقام والدعم المتبادل. ويتحدث "218 خلف جدار الصمت" عن ظروف اجتماعية تحصل تقريباً في كل بيت، ويتناول قضية العنف الأسري وكيف تتدخل التكنولوجيا الحديثة لحل هذه الأزمة.

## طاقم العمل
شارك في الفيلم الإماراتي "218: خلف جدار الصمت" مجموعة كبيرة من الممثلين، نذكر من بينهم:
- أمل محمد، اسمها بالكامل أمل محمد المازن ممثلة إماراتية، مواليد يناير 1987م
- هيفاء العلي، ممثلة إماراتية، مواليد 1979م
- حبيب غلوم، مخرج وممثل إماراتي، مواليد 1963م.
- عبدالله بن حيدر، ممثل إماراتي، من أبرز أعماله: مسلسل "رشاش" عام 2021م، ومسلسل "ستة ناقص واحد" 2022م.
- مرعي الحليان، ممثل ومخرج ومؤلف أردني، مواليد الشارقة عام 1965م.
- منصور الفيلي، ممثل إماراتي، مواليد 1961م
- فاطمة جاسم، ممثلة إماراتية، مواليد الشارقة عام 1977م.

## حول الفيلم
- تم ترشيح الفيلم ضمن 3 فئات في “سيبتيميوس السينمائي” في هولندا، هي أفضل مخرج، وأفضل ممثلة، وأفضل فيلم آسيوي، وقد فازت الممثلة الإماراتية أمل محمد بجائزة أفضل ممثلة آسيوية عن دورها في الفيلم الإماراتي “218: خلف جدار الصمت”[4]
- 218: خلف جدار الصمت- أول فيلم روائي طويل للمخرجة الإماراتية نهلة الفهد في مسيرتها مع السينما.[5]
- 218: خلف جدار الصمت،- اول الأعمال التي تم إنتاجها من قبل مدينة الشارقة للإعلام (شمس). والتي تبنت فكرة التجربة الفنية الإماراتية التي تحدث لأول مرة في الشرق الأوسط، والتي تهتم وتعتني بتأهيل جيل الشباب السينمائي من أجل أن يعاصر الحركة السينمائية في الإمارات والمنطقة.[5][6]

## روابط خارجية
● 218: خلف جدار الصمت على موقع كلاسيك
- 218: خلف جدار الصمت على موقع قاعدة بيانات الأفلام العربية.
- 218: خلف جدار الصمت علي موقع IMDB (بالإنجليزية)